# Туковичі
Туковичі (рос. Туковичи) — присілок у Марьовському районі Новгородської області Російської Федерації.
Населення становить 4  особи. Належить до муніципального утворення Мойсеєвське сільське поселення.

## Історія
До 1927 року населений пункт перебував у складі Новгородської губернії. У 1927-1944 роках перебував у складі Ленінградської області.

## Населення
| 2010 | 2011 | 2012 | 2013 | 2014 | 2015 | 2016 |
| ---- | ---- | ---- | ---- | ---- | ---- | ---- |
| 14   | ↘8   | ↗10  | →10  | ↘7   | ↘1   | ↗4   |